# Michał Wójcik (dziennikarz)
Michał Wójcik (ur. 1969) – polski dziennikarz i pisarz. 

## Życiorys
Absolwent Wydziału Historii Uniwersytetu Warszawskiego. 
Pracował w Radiu Zet i „Przekroju”. Publikował także w miesięczniku „Mówią Wieki”. W latach 2006−2013 był redaktorem naczelnym magazynów „Focus” i „Focus Historia”. 
Prowadził program „Cafe Historia” w TVP Historia i współpracował m.in. z Discovery Historia (Było, nie było wraz z Maciejem Łubieńskim) i Canal+.

## Nagrody
- 2018 − Nagroda Newsweeka im. Teresy Torańskiej za najlepszą książkę z zakresu literatury faktu za książkę Treblinka 43. Bunt w fabryce śmierci[5]
- 2015 − Nagroda Historyczna „Polityki” w kategorii pamiętników i wspomnień za książkę Made in Poland (razem z Emilem Maratem)[6].

## Książki
- Snajper wchodzi pierwszy (z Przemysławem Wójtowiczem, Wydawnictwo Wielka Litera, 2023; ISBN 978-83-240-7248-4)
- Błyskawica. Historia Wandy Traczyk-Stawskiej, żołnierza powstania warszawskiego (Wydawnictwo W.A.B., 2022; ISBN 978-83-280-9620-2)
- Gospodarczy poczet władców Polski (Wydawnictwo Skarpa Warszawska, 2022; ISBN 978-83-673-4361-9)
- Królestwo za mgłą (z Zofią Posmysz, Wydawnictwo Znak Literanova, 2021, ISBN 978-83-240-8327-5)
- Zemsta. Zapomniane powstania w obozach Zagłady: Treblinka, Sobibór, Auschwitz-Birkenau (Wydawnictwo Poznańskie, 2021; ISBN 978-83-66736-84-9)
- Wojna nadejdzie jutro. Żołnierz legendarnego Kedywu AK ostrzega (ze Stanisławem Aronsonem i Emilem Maratem, Wydawnictwo Znak Literanova, 2019, ISBN 978-83-240-7052-7)
- Treblinka 43. Bunt w fabryce śmierci (Wydawnictwo Znak Literanova, 2019; ISBN 978-83-240-7027-5)
- Baronówna. Na tropie Wandy Kronenberg − najgroźniejszej polskiej agentki. Śledztwo dziennikarskie (Wydawnictwo Znak Literanova, 2018; ISBN 978-83-240-3825-1)
- Ptaki drapieżne. Historia Lucjana „Sępa” Wiśniewskiego, likwidatora z kontrwywiadu AK (z Emilem Maratem, Wydawnictwo Znak Literanova, 2016; ISBN 978-83-240-3588-5)
- Ostatni. Historia cichociemnego A.Tarnawskiego pseudonim „Upłaz” (z Emilem Maratem, Wydawnictwo Wielka Litera, 2016; ISBN 978-83-803-2087-1)
- Negatyw. Ostatni cichociemny (z Emilem Maratem, Wydawnictwo Wielka Litera, 2016; ISBN 978838032-111-3)
- Made in Poland. Opowiada jeden z ostatnich żołnierzy Kedywu Stanisław Likiernik (z Emilem Maratem, Wydawnictwo Wielka Litera, 2014; ISBN 978-83-641-4253-6)
- Błyskawiczny przewodnik historyczny po Warszawie (z Maciejem Łubieńskim, Wydawnictwo G+J RBA, 2012; ISBN 978-83-7596-369-4)